# Leptis Magna

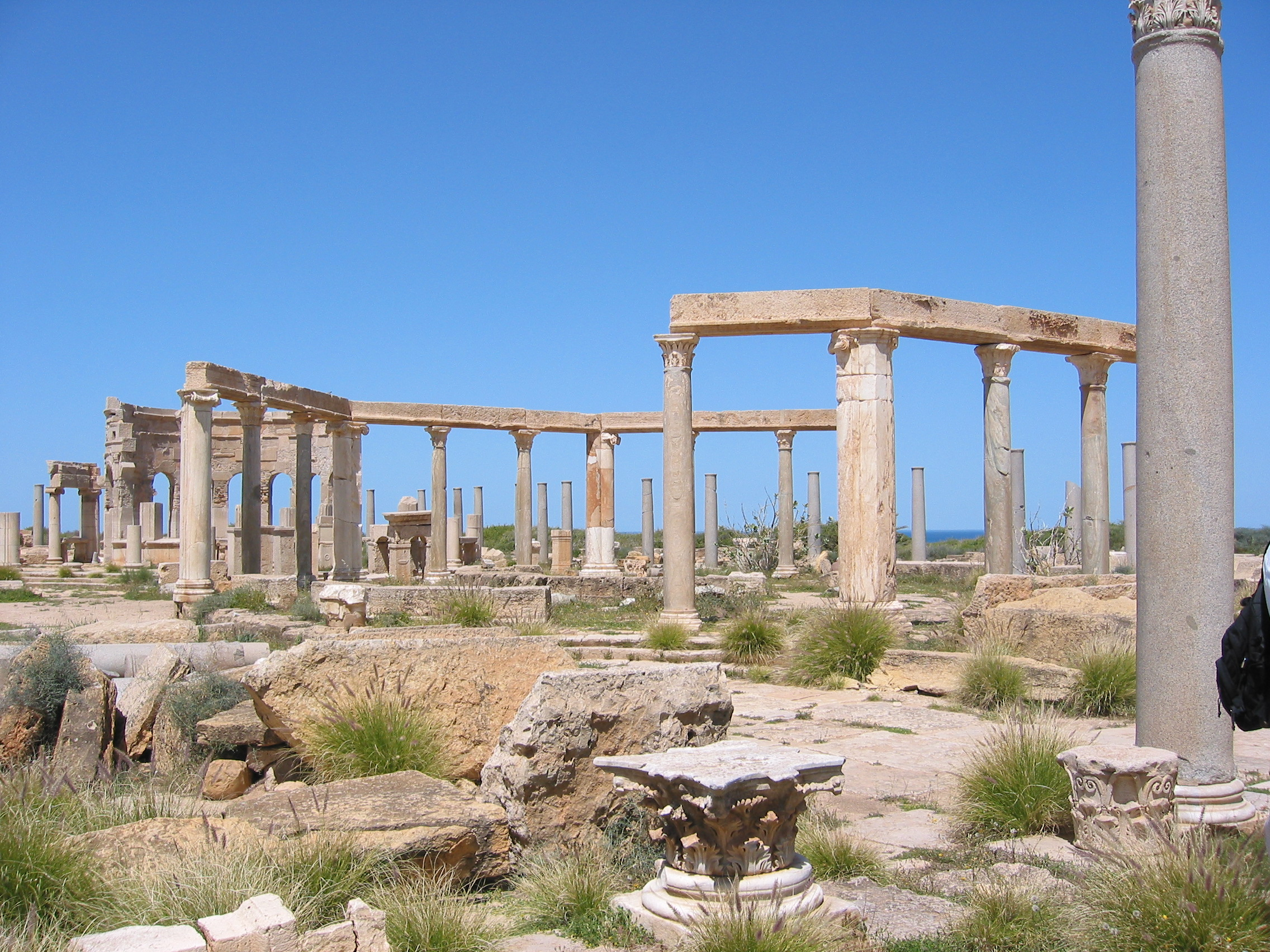
Marknadsplats

Den antika staden Leptis Magna eller Lepcis Magna (arabiska Lebda) är en arkeologisk plats i Libyen cirka 120 km öster om huvudstaden Tripoli, nära orten Al-Khums vid Medelhavet.
Leptis Magna utgjorde tillsammans med städerna Oea och Sabratha det så kallade området Tripolitania.
Platsen upptogs på Unescos världsarvslista år 1982. År 2016 upptogs Leptis Magna tillsammans med fyra andra världsarv i Libyen på listan över hotade världsarv.

## Historia
Staden tros ha grundats av feniciska kolonister omkring år 1100 f.Kr., men den blev inte betydande förrän Karthago blev en maktfaktor i medelhavsområdet på 300-talet f.Kr. Staden var betydande i republiken Karthago och senare i Romarriket.

### Uppgång
Efter det tredje puniska kriget 146 f.Kr. blev Leptis Magna en del av Romarriket, även om det från omkring 200 f.Kr. var en i stort sett självständig stad. Det förblev den fram till Tiberius regeringstid då det kom att bli en del av den romerska provinsen Africa terra, där den snart blev en av de viktigare handelsstäderna. Som mest betydande blev Leptis Magna då Septimius Severus, som kom från denna stad, blev kejsare. Staden blomstrade, och växte, då han gynnade den. Den räknades som provinsen Afrikas tredje stad, efter Alexandria och Karthago.

### Fall
Under 200-talets ekonomiska kris, då handeln minskade kraftigt, förlorade Leptis Magna mycket av sin betydelse, och under mitten av 300-talet hade stora delar av staden övergivits. 439 hamnade staden och övriga Tripolitanaområdet i vandalernas händer, och dess murar förstördes, på order av kungen Gaiseric. 523 plundrades den av berber. Belisarius återerövrade staden tio år senare och utplånade vandalriket. Staden blev en mindre viktig provinshuvudstad i det bysantinska riket. Omkring 650 var staden i stort sett övergiven.

## Staden

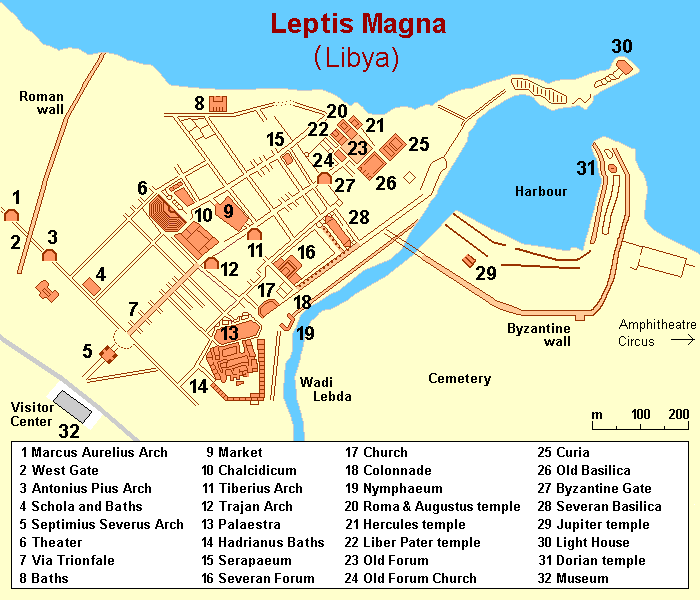
Karta över Leptis Magna

Numera är Leptis Magna en plats med några av de mest imponerande ruinerna från det romerska rikets tid, med bland annat amfiteater, tempel och romerska bad.
Från 1920 grävdes staden ut av italienska arkeologer, undersökningsresultaten publicerades från 1927 i Africa italiana.
I juni 2005 avslöjades att arkeologer från Hamburgs universitet hade upptäckt fem färgstarka mosaiker, totalt drygt 9 meter, som skapats någon gång mellan första och andra århundradet e.Kr. Mosaikerna visar tydligt avbildningar av en krigare som strider mot en hjort, fyra unga män som brottar ned en vild tjur och en trött gladiator som vilar stirrande mot sin besegrade fiende. Mosaikerna fanns på väggen till en pool i ett badhus i en romersk villa i Wadi Lebda i Leptis Magna. Gladiatormosaiken betraktas av forskare som ett av de finaste exemplen på representativ mosaik som någonsin utförts – "ett mästerverk jämförbart med Alexandermosaiken i Pompeji". Mosaikerna upptäcktes 2000, men hölls hemliga för att undvika plundring. 